# GraphCast
GraphCast – model do prognozowania pogody opracowany przez Google DeepMind. Wykorzystuje grafowe sieci neuronowe (ang. Graph Neural Networks) oraz dane historyczne z reanalizy meteorologicznej. Model przewiduje pogodę do 10 dni na siatce o rozdzielczości 0,25 stopnia szerokości i długości geograficznej. 
Model został przeszkolony na podstawie danych z reanalizy ERA5 opracowanej przez Europejskiego Centrum Prognoz Średnioterminowych (ECMWF). Model przewiduje zmienne atmosferyczne, takie jak temperatura, prędkość i kierunek wiatru, ciśnienie oraz wilgotność i umożliwia prognozowanie ekstremalnych zjawisk pogodowych, takich jak trajektorie cyklonów tropikalnych czy rzeki atmosferyczne. GraphCast jest przykładem zastosowania uczenia maszynowego w prognozach pogody i stanowi alternatywę dla tradycyjnych modeli numerycznych, takich jak High Resolution Forecast (HRES), i działa szybciej, przy znacznie mniejszych wymaganiach sprzętowych. 
Model prognozuje warunki atmosferyczne i powierzchniowe z rozdzielczością 0,25° szerokości i długości geograficznej (1440x720 punktów siatki), co odpowiada ponad 1 milionowi punktów pokrywających powierzchnię Ziemi. W każdej prognozie uwzględniane są 227 zmienne, w tym 6 zmiennych atmosferycznych na 37 poziomach pionowych oraz 5 zmiennych powierzchniowych. GraphCast wykorzystuje pokrycie sfery (atmosfery ziemskiej) opartej na 6 siatkach (ang. multi-mesh) opartych na podziale dwudziestościanu foremnego podział ten eliminuje problem zwiększonej ilości punktów sieci blisko biegunów występujący na siatkach szerokośc-długość geograficzna. 
Model składa się z trzech głównych składników: (1) Enkoder przekształca dane wejściowe (aktualny stan pogody na siatce szerokości i długości geograficznych) w wewnętrzną reprezentację opartą na wielokrotnym podziale dwudziestościanu foremnego; (2) Procesor wykorzystuje metodę przekazywania informacji (ang. message-passing) do przetwarzania informacji (uczenia) na siatkach; Dekoder: przekształca wyniki przetwarzania z powrotem do przestrzeni długości i szerokości geograficznych.
GraphCast stosuje autoregresyjne podejście do prognozowania, opierając się na 6-godzinne krokach czasowych. Każda prognoza obejmuje 40 kroków czasowych, co pozwala na przewidywanie pogody do 10 dni.
Wykorzystanie kilku sieci (ang. multi-mesh) opartych na podziale dwudziestościanu foremnego umożliwia efektywne odwzorowanie globalnych zjawisk atmosferycznych w różnej skali. Poprzez iteracyjny podział dwudziestościanu, tworzone są siatki o różnej rozdzielczości. Siatki o dużej rozdzielczości, czyli z małymi odległościami (ang. edges) pomiędzy wierzchołkami (ang. nodes) odpowiadają za precyzyjne modelowanie lokalnych zjawisk, a siatki o małej rozdzielczości (długimi krawędziami) odpowiadają za propagację informacji w skali globalnej. Pozwala to na zwiększenie szybkości uczenia się modelu.

## GraphCastGFS
GraphCastGFS (GraphCast Global Forecast System) jest eksperymentalnym system prognozowania pogody opracowanym przez National Centers for Environmental Prediction (NCEP). Model działa na siatce o rozdzielczości 0,25° szerokości i długości geograficznej (około 28 km). Wersja 2 GraphCastGFS jest oparta na treningu (uczeniu maszynowym) na 13 poziomach z danymi początkowymi NCEP GDAS z wykorzystaniem danych ERA5 jako danymi referencyjnymi. Od 10 lipca 2024 r. długość prognoz została zwiększona z 10 dni do 16 dni. Model jest dostępny w czterech cyklach dziennie.

## Dostęp do danych ECMWF
Model GraphCast wymaga danych początkowych do prognozy na siatce 0,25° (szerokości i długości geograficznej). Od 2024 roku ECMWF umożliwia dostęp do tych danych w czasie prawie rzeczywistym.